# خط جاروب

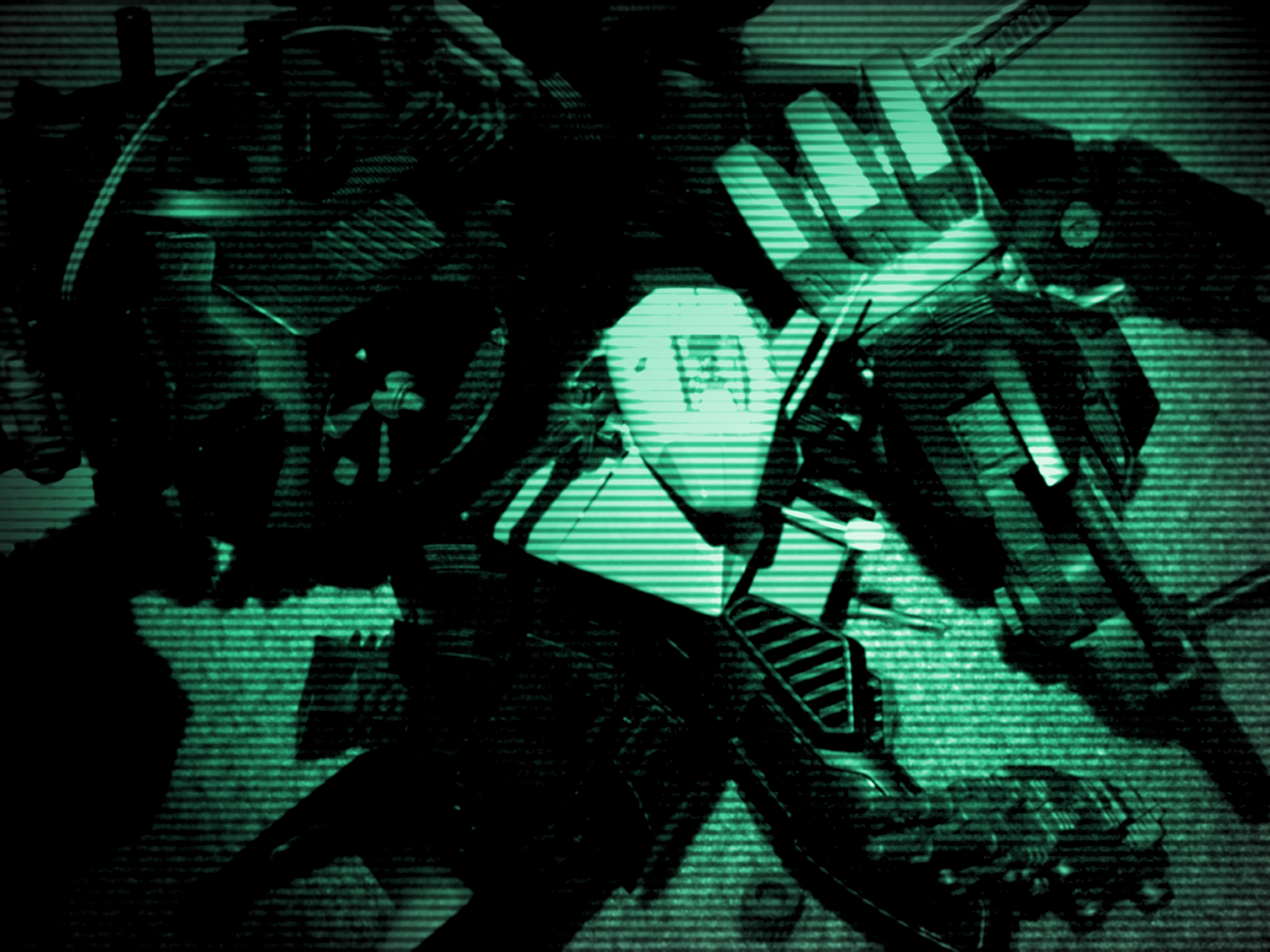
نمونه‌ای از اثر خط جاروب که عمداً روی یک تصویر اعمال شده

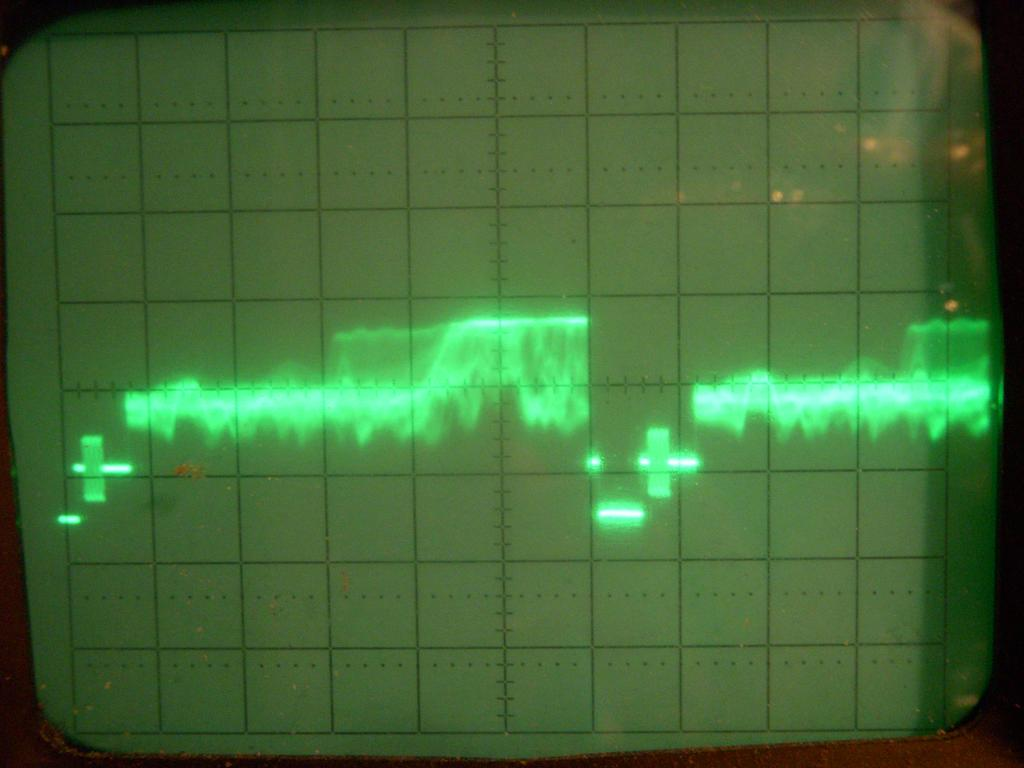
خط جاروب سیگنال ویدیویی PAL. از سمت چپ: پالس همگام‌سازی افقی، محو برگشتی با تکانه رنگ، خود سیگنال، محو جلویی، پالس همگام‌سازی، محو برگشت با تکانه رنگ، قسمت ویدیویی از خط جاروب بعدی. سیگنال‌های مختلف از چند خط بر روی صفحه قرار داده شده‌است، به جای یک منحنی واحد، ناحیه سایه‌دار نشان داده می‌شود

یک خط جاروب (همچنین خط‌جاروب) یک خط یا ردیف در یک الگوی جاروب محل تصویر مانند یک خط از ویدیو در صفحه نمایش لامپ اشعه کاتدی (CRT) تلویزیون یا یک مانیتور رایانه است.
در صفحه‌های CRT، خطوط جاروب افقی حتی اگر از فاصله دور مشاهده شوند، از نظر بصری قابل تشخیص هستند، به صورت خطوط رنگی متناوب و خطوط سیاه، به ویژه هنگامی که یک سیگنال جاروب پیشرونده با حداکثر وضوح عمودی نمایش داده می‌شود. این بعضی اوقات امروزه به عنوان یک جلوه بصری در گرافیک رایانه مورد استفاده قرار می‌گیرد.
این اصطلاح، به‌طور آنالوگ، برای یک ردیف از پیکسلها در یک تصویر گرافیکی شطرنجی استفاده می‌شود. خطوط اسکن در بازنمایی داده‌های تصویر از اهمیت ویژه‌ای برخوردار است، زیرا بسیاری از قالب‌بندی‌های فایل تصویری دارای قوانین ویژه‌ای برای داده‌ها در انتهای یک خط اسکن هستند. به عنوان مثال، ممکن است یک قانون وجود داشته باشد که هر خط جاروب از یک مرز خاص شروع شود (مانند یک بایت یا کلمه؛ به عنوان مثال به قالب‌بندی فایل بی‌ام‌پی مراجعه کنید). این بدان معنی است که حتی به‌طور متفاوت ممکن است داده‌های محل تصویر همساز در سطح خطوط جاروب مورد تجزیه و تحلیل قرار بگیرند تا بین قالب‌ها تبدیل شود.